# Canton de Chabanais
Le canton de Chabanais est une ancienne division administrative française, située dans le département de la Charente et la région Nouvelle-Aquitaine.
En 2015, ses communes rejoignent celles des cantons de Confolens-Nord et Confolens-Sud pour former le nouveau canton de Charente-Vienne.

## Administration: conseillers généraux de 1833 à 2015
| Période | Période | Identité                              | Étiquette | Qualité |
| ------- | ------- | ------------------------------------- | --------- | --- |
| 1833    | 1848    | Achille Chazaud                       | Centre    | Juge de paix à Chabanais puis Député de la Vienne (1849-1851)                                                          |
| 1848    | 1857    | Jean Cyprien Rempnoulx-Masdebost      |           | Propriétaire, maire de Chabanais                                                                                       |
| 1857    | 1875    | François Ducoudert                    |           | Notaire à Chabanais, conseiller d'arrondissement                                                                       |
| 1875    | 1892    | Paul Martin de la Bastide (1827-1904) | Droite    | Capitaine de cavalerie, conseiller d'arrondissement                                                                    |
| 1892    | 1898    | Joseph Codet                          | Gauche    | Receveur des finances, maire de Chabanais                                                                              |
| 1898    | 1910    | Marie-Adolphe Carnot                  | All.dém.  | Chimiste, géologue et homme d'affaires Membre de l'Institut Président du Conseil Général (1902-1910)                   |
| 1910    | 1928    | Jean Carnot (fils du précédent)       | RG        | Ingénieur des Mines Député (1924-1928)                                                                                 |
| 1928    | 1934    | Emile Labracherie (1860-?)            | Rad.      | Ancien Trésorier-payeur général du Rhône Maire de Chabanais                                                            |
| 1934    | 1940    | Guillaume Léon Rivet                  | Rad.ind.  | Propriétaire-agriculteur Maire de Chabanais (1944) Guillaume Rivet sera nommé conseiller départemental en 1943         |
|         |         |                                       |           | |
| 1945    | 1951    | René Saint-Clair (?-1965)             | PCF       | Maire de Chirac (1947-1965)                                                                                            |
| 1951    | 1958    | Jean Valentin                         | RGR       | Directeur de société Maire de Chabanais (1947-1971) Député (1958-1968)                                                 |
| 1958    | 1976    | Julien Raynaud                        | PCF       | Maire d'Exideuil (1953-1970)                                                                                           |
| 1976    | 2001    | André Soury                           | PCF       | Agriculteur - Député (1945-1958) puis (1978-1986) Maire de Pressignac (1977-1999) Conseiller régional (1979-1986)      |
| 2001    | 2015    | Jean-Marie Judde                      | DVG       | Fonctionnaire de l'Education Nationale 1er Adjoint au Maire de Chabanais (2001-2008) Vice-Président du Conseil Général |

## Conseillers d'arrondissement (de 1833 à 1940)
Le canton de Chabanais avait deux conseillers d'arrondissement.
| Période                                  | Période          | Identité                                   | Étiquette          | Qualité |
| ---------------------------------------- | ---------------- | ------------------------------------------ | ------------------ | --- |
| 1833                                     | 1836             | Jean-Baptiste Mercier                      |                    | Propriétaire à Saulgond                                                                                     |
|                                          |                  |                                            |                    | |
| 1848                                     | 1858             | M. Rayet                                   |                    | Propriétaire à Chabanais                                                                                    |
| 1848                                     | 1852             | P. Chazaud                                 |                    | Propriétaire à Chabanais                                                                                    |
| 1852                                     | 1857             | François Ducoudert (1815-1883)             |                    | Notaire à Chabanais                                                                                         |
| 1858                                     |                  | M. Longeau                                 |                    | Juge de paix à Chabanais                                                                                    |
| 1858                                     | 1864             | Henri-Martial Mousnier-Buisson (1824-1873) |                    | Propriétaire à Suris                                                                                        |
| 1864                                     |                  | Pierre de Plument de Bailhac (1821-1896)   |                    | Maire de Chabanais                                                                                          |
|                                          |                  |                                            |                    | |
| 1871                                     | 1875             | Paul Martin de La Bastide                  |                    | |
| 1871                                     | 1875 (démission) | M. Longeaud                                |                    | Juge de paix à Chabanais (révoqué en 1875)                                                                  |
| 1877                                     | 1883             | Émile Barret                               | Républicain        | Juge de paix à Chabanais                                                                                    |
| 1877                                     | 1883             | Jean-Baptiste Albert Dalesme (1845-1923)   | Républicain        | Magistrat, notaire, maire de Chabanais                                                                      |
| 1883                                     | 1889             | Aristide Barret                            | Républicain        | Médecin à Chabanais                                                                                         |
| 1883                                     | 1895             | Eusèbe Nassaud (?-1903)                    | Républicain        | Maire d'Exideuil                                                                                            |
| 1889                                     | 1895             | Jules Ducoudert                            | Droite             | Notaire à Chabanais                                                                                         |
| 1895                                     | 1911 (décès)     | Pierre Burgaud (?-1911)                    | Républicain        | Marchand de vins, maire de Chabanais                                                                        |
| 1901                                     | 1919             | Jean Faubert (1858-1924)                   | Républicain        | Huissier, maire de Chabrac Président du Conseil d'arrondissement                                            |
| 3 décembre 1911                          | 1919             | Théodore Labracherie (1865-1933)           | Républicain        | Négociant, maire de Chabanais                                                                               |
| 1919                                     | 1925             | Eugène-André Guyonnet-Dupérat              | Droite             | Employé de commerce, maire de Chabanais                                                                     |
| 1919                                     | 1925             | Adolphe Jean-Baptiste Brunet               | Droite             | Propriétaire, négociant, maire de Suris                                                                     |
| 1925                                     | 1931             | Théodore Labracherie                       | Bloc des gauches   | Négociant, maire de Chabanais                                                                               |
| 1925                                     | 1931             | Louis Piot                                 | Bloc des gauches   | Maire d'Exideuil                                                                                            |
| 1931                                     | 1934             | Guillaume Rivet                            | Républicain modéré | Propriétaire-agriculteur, maire de Chabanais                                                                |
| 1931                                     | 1937             | Jules Merlaud                              | Républicain modéré | Agriculteur, maire de Chabrac                                                                               |
| 1934                                     | 1937             | Henri Bourgoin                             | RG                 | Négociant en vins, maire de La Péruse                                                                       |
| 1937                                     | 1940             | Célestin Duvergne                          | Radical            | Tailleur de pierres, maçon, maire de Suris                                                                  |
| 1937                                     | 1940             | Auguste Salomon                            | SFIO               | Propriétaire-exploitant, maire de Saulgond                                                                  |
| 1940                                     |                  |                                            |                    | Les conseils d'arrondissement ont été suspendus par la loi du 12 octobre 1940 et n'ont jamais été réactivés |
| Les données manquantes sont à compléter. |                  |                                            |                    | |

Sources : Journal "La Charente" https://gallica.bnf.fr/ark:/12148/cb32740226x/date&rk=21459;2.

## Composition
- Chabanais
- Chabrac
- Chassenon
- Chirac
- Étagnac
- Exideuil
- La Péruse
- Pressignac
- Saint-Quentin-sur-Charente
- Saulgond
- Suris

## Démographie
| 1962  | 1968  | 1975  | 1982  | 1990  | 1999  | 2006  | 2011  | 2012  |
| ----- | ----- | ----- | ----- | ----- | ----- | ----- | ----- | ----- |
| 9 364 | 9 257 | 8 815 | 8 666 | 8 308 | 7 969 | 7 881 | 8 022 | 7 885 |